# ستاره‌های سگی (فیلم)
ستاره‌های سگی (انگلیسی: The Dog Stars) یک فیلم علمی تخیلی پسا آخرالزمانی آماده اکران به کارگردانی ریدلی اسکات است که بر اساس رمانی به همین نام نوشته پیتر هلر در سال ۲۰۱۲ ساخته شده است.

## داستان
داستان فیلم در آینده نزدیک قرار داده شده وقتی که یک ویروس جامعه آمریکا را به مرز نابودی کشانده. این فیلم نشان می‌دهد که یک خلبان چگونه در یک پایگاه هوایی در کلورادو به همراه سگش و یک عضو سرسخت نیروی دریایی غریبانه روزگار می‌گذراند. دو مرد شباهتی به یکدیگر ندارند اما باید در مقابل متجاوزین ایستادگی کنند. وقتی یک پیام رادیویی تصادفی در هواپیمای سسنا مدل ۱۹۵۶ مرد دریافت می‌شود، امید تازه‌ای برای شکل بهتری از حیات بیدار می‌شود.

## ساخت
تصویربرداری اصلی در آوریل ۲۰۲۵ در ایتالیا آغاز شد.